# Arytaina tuberculata
Arytaina tuberculata är en insektsart som beskrevs av Crawford 1917. Arytaina tuberculata ingår i släktet Arytaina och familjen rundbladloppor. Inga underarter finns listade i Catalogue of Life.